# Igelstorp
Igelstorp is een plaats in de gemeente Skövde in het landschap Västergötland en de provincie Västra Götalands län in Zweden. De plaats heeft 654 inwoners (2005) en een oppervlakte van 66 hectare.

## Verkeer en vervoer
Bij de plaats lopen de Riksväg 49 en Länsväg 194.